# Suezichthys notatus
Suezichthys notatus är en fiskart som först beskrevs av Kamohara, 1958.  Suezichthys notatus ingår i släktet Suezichthys och familjen läppfiskar. IUCN kategoriserar arten globalt som livskraftig. Inga underarter finns listade i Catalogue of Life.